# Polowanie na męża
Polowanie na męża – debiutancka komedia Michała Bałuckiego. Prapremiera odbyła się w Krakowie 26 stycznia 1868.

## Treść

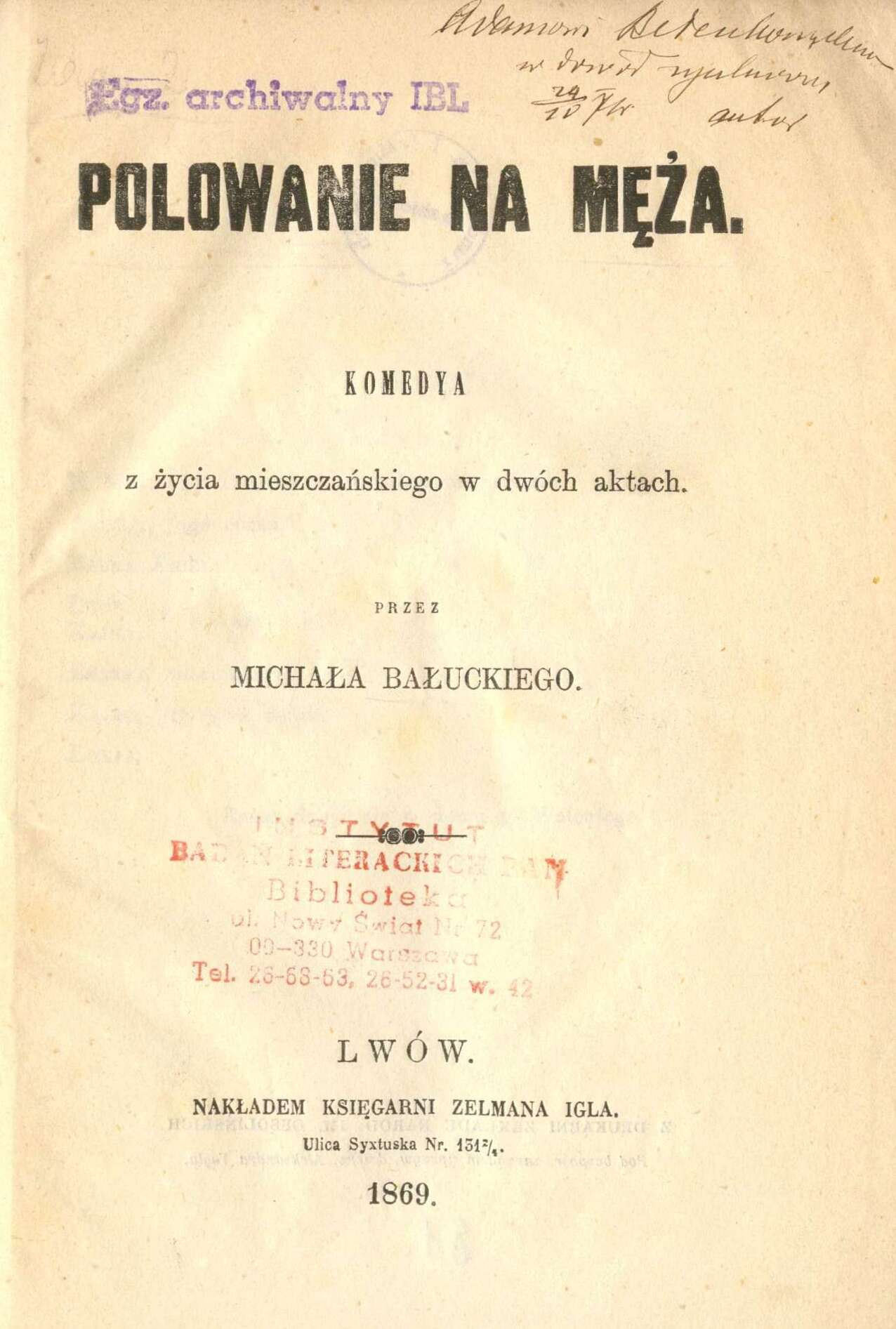
Polowanie na męża (1869)

Walenty Pysznicki jest zamożnym mieszczaninem i dorobił się pięknego majątku na pracy rzemieślniczej. Chce obecnie awansować społecznie, w związku z czym unika swych dawnych znajomych rzemieślników, przesadnie dekoruje mieszkanie kosztownymi sprzętami i angażuje się w wybory do parlamentu jedynie po to, by bywać u wielkich panów na herbacie. Pragnie również, by jego ukochana jedynaczka Aniela wyszła z mąż za wielkiego pana i urządza "polowanie na męża". Panna Aniela tymczasem zakochuje się w ubogim literacie Leonie. Leon nie jest tym zachwycony (bywał w domu jej ojca jedynie po to, aby namawiać go do głosowania w wyborach na kandydata przychylnego mieszczanom), więc obmyśla fortel. Postanawia przedstawić Anieli swego szkolnego kolegę, Karola jako zamożnego obywatela ziemskiego. Panna Aniela chwyta przynętę i na zabój zakochuje się w Karolu. Nadchodzą wybory: zwycięża hrabia (kandydat popierany przez Walentego). Walenty z tej okazji urządza wielką fetę, na którą zaprasza hrabiów i książąt z miasta. Tymczasem w domu rozgrywa się scena pomiędzy zakochanymi: Karol oświadcza się Anieli i wyznaje wówczas, że w rzeczywistości jest szewcem. Aniela jest oburzona i zrozpaczona: chce zwrócić się znów do Leona, ten jej jednak nie chce. Porażkę ponosi również Walenty, zlekceważony przez wielkich panów, którzy wcale nie przyszli na jego fetę.

## Spektakl radiowy
W 2021 r. w Polskim Radio Lublin wyemitowano spektakl pt. Polowanie na męża (adaptacja Małgorzata Żurakowska).